# Among Friends (film)
Among Friends to amerykański film fabularny (horror/czarna komedia) z 2012 roku, napisany przez Alyssę Lobit oraz wyreżyserowany przez aktorkę Danielle Harris. Jest to debiut reżyserski Harris, dotąd znanej jako gwiazdy horrorów klasy „B”. Opowiada historię przyjęcia, podczas którego grupa młodych ludzi pada ofiarą jednej ze swoich koleżanek, usiłującej oczyścić świat poprzez mordowanie złych przyjaciół. W filmie znajdują się odniesienia do popularnych pozycji kina grozy, w tym Lśnienia i Halloween: Powrotu Michaela Myersa. Dodatkowo, w rolach cameo wystąpiły ikony horroru: Kane Hodder, Michael Biehn i Xavier Gens. Światowa premiera filmu miała miejsce we wrześniu 2012 podczas gali Lund Fantastisk Film Festival w Szwecji. Oficjalna dystrybucja obrazu nastąpiła pod koniec sierpnia 2013.

## Obsada
- Christopher Backus − Marcus
- Jennifer Blanc − Melanie
- AJ Bowen − Adam
- Dana Daurey − Lily
- Brianne Davis − Jules
- Kamala Jones − Sara
- Alyssa Lobit − Bernadette
- Chris Meyer − Blane
- Kane Hodder − kierowca limuzyny
- Bryan i Denny Kirkwood − bliźniacy
- Danielle Harris − ona sama
- Xavier Gens − francuski reżyser
- Michael Biehn − on sam